# 183 (số)
183 (một trăm tám mươi ba) là một số tự nhiên ngay sau 182 và ngay trước 184.